# Licania indurata
Licania indurata är en tvåhjärtbladig växtart som beskrevs av Pilg.. Licania indurata ingår i släktet Licania och familjen Chrysobalanaceae. Inga underarter finns listade i Catalogue of Life.